# Zur Sonne (Querfurt)

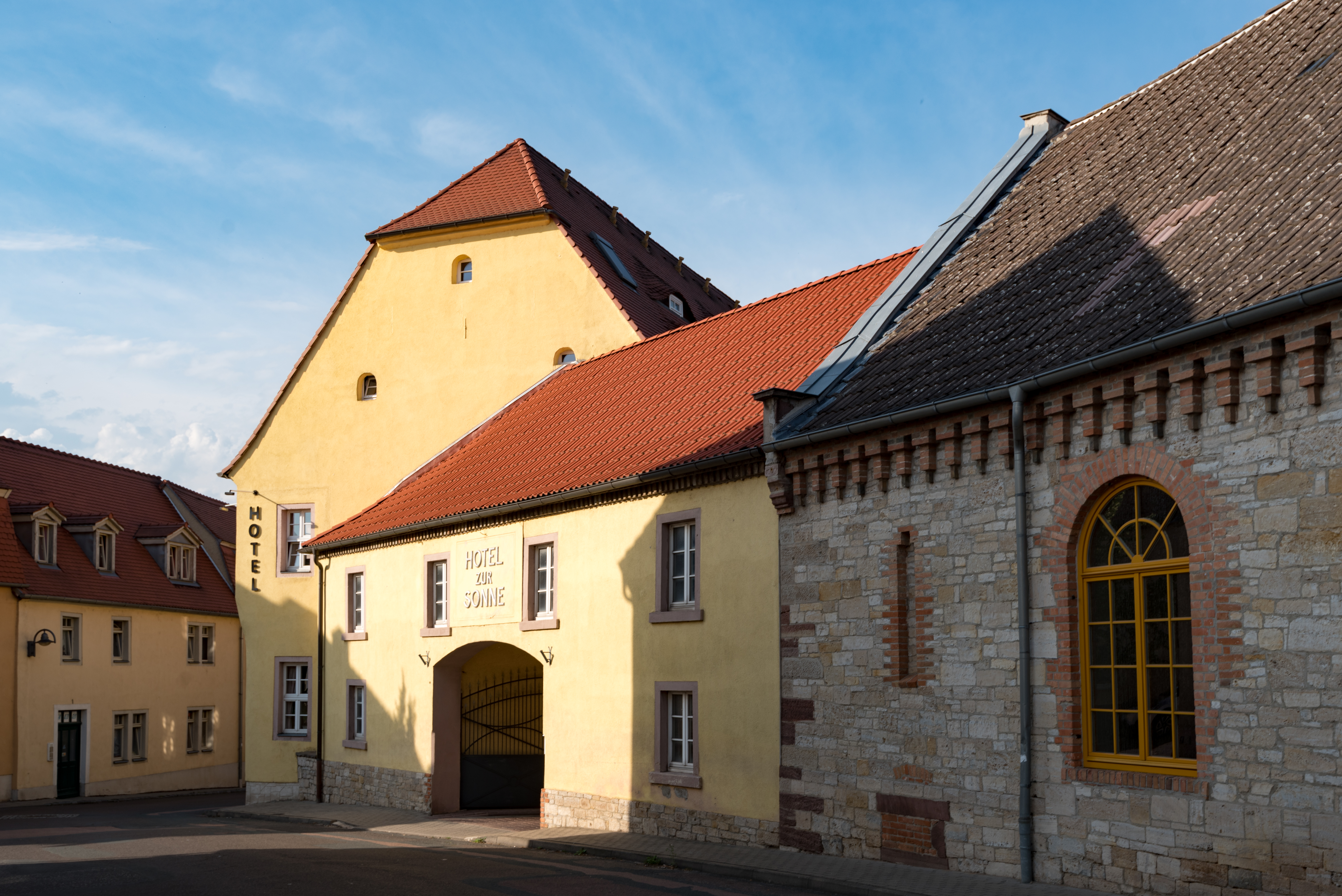
Gasthof Zur Sonne in Querfurt

Der Gasthof Zur Sonne ist ein denkmalgeschützter Gasthof in der Stadt Querfurt in Sachsen-Anhalt. Im örtlichen Denkmalverzeichnis ist er unter der Erfassungsnummer 094 16835 als Baudenkmal verzeichnet.
Bei dem Gebäude mit der Adresse Freimarkt 4 in Querfurt handelt es sich um den ehemaligen Gasthof Zur Sonne und heutige Hotel Zur Sonne. Die frühere Kupferstraße führt an dem Gebäude vorbei. Das Ursprungsgebäude galt schon als wuchtiger Bau und wurde im 19. Jahrhundert um einen Saal im Süden ergänzt. Das Gebäude verfügt über zwei Geschosse und eine Freitreppe.